# Tom Newman (Billardspieler)
Tom Newman (* 1894; † 1943) war ein englischer Snooker- und English-Billiards-Spieler. Neben seinen Spielerfolgen machte ihn sein markant ausgeprägtes Kinn bekannt. Sein jüngerer Bruder Stanley spielte ebenfalls Snooker und tauchte zum ersten Mal bei der Weltmeisterschaft 1936 auf.

## Karriere
Wie die meisten englischen Billardspieler startete er seine Karriere in der Disziplin English Billiards. Von 1921 bis 1930 stand er in jedem Finale der World Professional Billiards Championship und gewann sechs Titel.
Zu dieser Zeit hatte Snooker noch nicht den heutigen Stellenwert, trotzdem gehörte Newman auch in diesem Spiel zur Weltspitze. Er nahm an der ersten Snookerweltmeisterschaft 1927 teil, wo er aber schon in Runde 1 gegen Melbourne Inman mit 3:8 unterlag. 1928 schaffte er es bis in die Finalqualifikationsrunde, musste sich dort aber mit 7:12 Fred Lawrence geschlagen geben. Im Finale von 1934 gab es nur 2 Teilnehmer. Er unterlag Joe Davis mit 23:25. Dies war sein bestes Ergebnis bei einer Snookerweltmeisterschaft.

## Veröffentlichungen
- Advanced Billards, First Edition 1924 (312 Seiten), englisch, Verlag: John Long.
- How to play Billiards, First Edition 1923 (219 Seiten), englisch, Verlag: Methuen & Co.[4]